# Poświęcenie (film 2019)
Poświęcenie (tur. Bağlılık Aslı) – turecki film dramatyczny z 2019 w reżyserii Semiha Kaplanoğlu.

## Opis fabuły
Po urodzeniu dziecka młoda matka Aslı zaczyna urlop wychowawczy, ale wkrótce potem zdecyduje się wynająć opiekunkę do dziecka i powrócić do pracy w banku. Po dłuższych poszukiwaniach znajduje opiekunkę o imieniu Gülnihal, pochodzącą ze wsi, która jest także matką małego dziecka i z powodu złej sytuacji materialnej musi zajmować się cudzym dzieckiem. Sytuacja skłania Aslı do tego, aby zmierzyła się ze swoimi skrywanymi sekretami.

## Obsada
- Kübra Kip jako Aslı
- Umut Kurt jako Faruk
- Ece Yüksel jako Gunihal
- Almina Kavci jako Zeynep
- Merve Seyma Zengin jako Seval
- Jale Arikan jako Hümeyra
- Osman Alkas jako Fikret
- Evren Duyal jako Fatma
- Günes Hayat jako Muazzez
- Feriha Eyüpoglu jako Fikrye
- Sehnaz Bölen Taftali jako Ayşel
- Ibrahim Sahin jako Hamza Effendi
- Konca Cilasun jako Meryem

## Nagrody i wyróżnienia
W 2020 film został zgłoszony jako turecki kandydat do rywalizacji o 92. rozdanie Oscara w kategorii filmu nieanglojęzycznego, ale nie uzyskał nominacji.
- 2012: Festiwal Filmowy Bosforu
  - Nagroda za reżyserię